# The Oath of Hate
The Oath of Hate est un film muet américain réalisé par Henry King et sorti en 1916.

## Synopsis
Le capitaine Mark Stone est furieux quand il découvre que sa fiancée est sur le point d'épouser quelqu'un d'autre. Il ramène son cargo au port juste après le mariage et jure à la fille qu'il se mariera et fera en sorte que ses enfants la détestent autant que lui. La chance se retourne sur lui, cependant - son père le fait virer de sa position, puis il a un accident qui l'aveugle. Tout cela ne l'empêche pas de proposer à May Manning, une pension esclave. Ils se marient mais quand elle donne naissance à une fille, il est déçu et part en voyage avec un vieux camarade de bord. L'un des membres d'équipage nourrit un ressentiment envers Stone et le jette par-dessus bord. Le choc lui rend la vue et il parvient à rejoindre le rivage. Sa colère l'a également quitté et il est déterminé à retrouver sa femme, qui a disparu de son domicile. Avant de la localiser, il aperçoit sa vieille chérie, qui est maintenant devenue un paria parce qu'elle a quitté son mari pour un autre homme. Pour l'éviter, il entre dans un restaurant où il trouve May, travaillant comme plongeuse. Le couple est enfin réuni.

## Fiche technique
- Titre : The Oath of Hate
- Réalisation : Henry King
- Distribution : General Film Company
- Date de sortie :
  - États-Unis : 5 mai 1916

## Distribution
- Henry King : Capitaine Mark Stone
- Marguerite Nichols : May Manning
- Ethel Fleming
- Lew Cody